# شپشک‌های آبله‌ای آراسته
شپشک‌های آبله‌ای آراسته (نام علمی: Cerococcidae) نام یک تیره از راسته نیم‌بالان است.